# Rosellina Burri-Bischof
Rosellina Burri-Bischof, geborene Rosa Helene Mandel (* 5. Juni 1925 in Zürich; † 30. Januar 1986 ebenda) war eine Pionierin der Vermittlung und Förderung von Fotografie in der Schweiz, Direktorin der Bildagentur «Magnum Schweiz», Mitbegründerin und langjährige Leiterin der «Stiftung für die Photographie», Herausgeberin monografischer Publikationen sowie Kuratorin.

## Leben
Rosellina Burri-Bischof war die Tochter der ungarischen Emigranten Moses Mandel und Anna geb. Prazak, die in Zürich im Exil lebten. Sie absolvierte die Höhere Töchterschule der Stadt Zürich (heutige Kantonsschule Hohe Promenade KSHP) und bildete sich als Kindergärtnerin aus. Ihren zukünftigen Mann, den Fotografen Werner Bischof lernte sie 1946 in Rimini kennen, wo sie unter der Leitung von Margherita Zoebeli als Erzieherin und Fürsorgehelferin im Schweizerischen Kinderdorf «Centro Educativo Italo-Svizzero – CEIS» arbeitete. Werner Bischof besuchte das Dorf für eine Reportage.
Nach der Heirat im Jahr 1949 begleitete Rosellina Bischof ihren Mann auf mehreren Reisen. 1951 bis 1952 lebte das Paar in Japan, 1954 in den USA. Als Werner Bischof am 16. Mai 1954 in den Anden von Peru tödlich verunglückte, war seine Frau mit ihrem zweiten Kind hochschwanger. Als Witwe und alleinerziehende Mutter zweier Kinder, Marco und Daniel (* 1950 und 1954) kümmerte sie sich in der Folge um den fotografischen Nachlass ihres verstorbenen Mannes, organisierte Ausstellungen und zeichnete als Herausgeberin seiner Fotobücher. 1956 bis 1968 war sie Leiterin der Fotoagentur «Magnum Schweiz», organisierte und kuratierte Ausstellungen mit Bildern berühmter «Magnum»-Fotografen.
1963 heiratete sie den Schweizer «Magnum»-Fotografen René Burri, mit dem sie ebenfalls zwei Kinder, Yasmine und Olivier (* 1964 und 1967), hatte. An Filmen und Publikationen von Burri war Rosellina Burri-Bischof massgeblich beteiligt. Sie gehörte zusammen mit Hans Finsler, Manuel Gasser (erster Präsident 1971 bis 1979), Victor N. Cohen und anderen zu den Gründungsmitgliedern der am 4. Mai 1971 ins Leben gerufenen «Stiftung für die Photographie». Von 1976 bis 1981 betreute sie die Fotoausstellungen der Stiftung im Kunsthaus Zürich und verantwortete bis zum zehnjährigen Jubiläum der Stiftung für die Photographie insgesamt 36 Ausstellungen.

## Werk und Wirken

### Herausgeberin / Mitherausgeberin / Redaktorin
- Werner Bischof, Japan. Manesse, Zürich 1954.
  - Version française: Werner Bischof, Japon. Préface: Robert Guillain, éd. Delpire, Paris 1955, ausgezeichnet mit dem Prix Nadar 1955.
- Werner Bischof 1916—1954. Basler Druck- und Verlagsanstalt, Basel 1954.
- Werner Bischof, Robert Frank, Pierre Verger: Indios. Manesse, Zürich 1956.
  - Version française: Werner Bischof, Robert Frank, Pierre Verger: Indiens pas morts, Text: Georges Arnaud, Zürich, Manesse 1956.
  - Französisch-englische Version: From Incas to Indios. Introduction by Manuel Tunon de Lara. Werner Bischof, Robert Frank, Pierre Verger. Robert Delpire Universe Books, Paris, New York 1956.
- Werner Bischof, Unterwegs. Text: Manuel Gasser, Manesse, Zürich 1957.
  - Werner Bischof, Carnet de Route, Text: Manuel Gasser, éd. Delpire, Paris 1957.
- Werner Bischof. Das fotografische Werk. Herausgeber: Gewerbemuseum Basel, Basel 1958.
- Die Welt des Werner Bischof. Odyssee eines Fotografen. Text von Manuel Gasser, 1959.
- Werner Bischof 1916–1954, Prag 1960.
- Werner Bischof, Querschnitt. 48 Photographien. Geleitwort von Manuel Gasser, Text: Henri Cartier-Bresson, Arche, Zürich 1961.
- Werner Bischof. Text von Rosellina Bischof-Burri, Übersetzung: Oswald Ruppen. 1971, Separatdruck aus: Photorundschau. Nr. 17/1971.
- Werner Bischof, 1916—1954. Herausgeber: Rosellina Burri-Bischof, René Burri, Übersetzung: Rosellina Burri-Bischof. Grossman Publishers, New York 1974.
- mit Hugo Loetscher, Walter Binder, Peter Killer (Konzept und Redaktion): Photographie in der Schweiz von 1840 bis heute. Herausgeber: Stiftung für die Photographie, Kunsthaus Zürich. Arthur Niggli, Teufen 1974.
  - Version française: Gerda Bouvier: Photographes suisses depuis 1840 à nos jours. Schweizerische Stiftung für die Photographie, Kunsthaus Zürich. Arthur Niggli, Teufen 1977.
  - English version: D. Q. Stephenson: Swiss photographers from 1840 until today. International Center of Photography, N.Y., International Fund for Concerned Photography, New York 1978.
- René Burri — one world. Fotografien und Collagen 1950—1983. Benteli, Sulgen 1984.
  - Version française: René Burri – one world. Photographies et collages 1950-1983. Benteli, Sulgen 1984.

### Ausstellungsleitung/ -vermittlung, Kuratorin

#### Fotoausstellungen im Kunstgewerbemuseum (jetzt Museum für Gestaltung) Zürich
- 1956: Henri Cartier-Bresson.
- 1957: Werner Bischof. Das fotografische Werk. Kunstgewerbemuseum, Zürich[10][11]
- 1961 Menschen im Krieg – Fotos von Robert Capa.

#### Fotoausstellungen mit Bildern von Werner Bischof (Auswahl)
- 1955: Japan. Smithsonian Institution, Washington 1955 (Wanderausstellung)
- 1961: Smithsonian Institution, Washington
- 1966: Galerie Form, Zürich
- 1967: Musée des Arts décoratifs, Paris
- 1968: IBM Gallery, New York
- 1968: Wanderausstellung in Japan
- 1968: Galerie du Château d’Eau, Toulouse
- 1968: IBM Gallery, New York
- 1984: Stiftung für die Photographie im Kunsthaus Zürich

#### Spezialausstellungen der Stiftung für die Photographie (Auswahl)
- 1970: Concerned Photographers I. Centre Le Corbusier, Zürich, Privatmuseum von Heidi Weber[12][13]
- 1971: Concerned Photographers I. Gewerbemuseum Basel
- 1974: Concerned Photographers II. Stadthaus Zürich
- 1974: Concerned Photographers II. Musée des Arts Décoratifs
- 1980: Lewis Hine, Kunsthalle Basel

#### Fotoausstellungen im Kunsthaus Zürich (Auswahl)
- 1974: Wanderausstellung Photographie in der Schweiz von 1840 bis heute. Eröffnung im grossen Bührlesaal des Kunsthauses Zürich, organisiert von Pro Helvetia und der Stiftung für die Photographie. Weitere Stationen: Musée Rath, Genf, Villa Malpensata, Lugano, Musée d’art et d’histoire de Fribourg, Museum zu Allerheiligen, Schaffhausen, u. a.
- 1976: Robert Frank, 50 Photos, Collagen, Filmausschnitte, Dokumente[14]
- 1976: Christian Vogt, 66 Photos, 1 Objekt[14]
- 1976: Lee Friedlander, 50 Photos[14]
- 1977: Josef Koudelka
- 1977: Erich Salomon
- 1977: Herbert List
- 1977: Walter Bosshard
- 1977: Jean Mohr
- 1978: Eugène Atget
- 1978: Doris Quarella
- 1978: Alexander Rodthschenko
- 1978: Herbert Matter
- 1978: Heinrich Kühn
- 1979: Elliott Erwitt
- 1979: Paul Strand
- 1979: Eugene Smith
- 1980: Edward Steichen
- 1980: Giovanella Caetani-Grenier und Inge Morath
- 1980: Monique Jacot
- 1981: Paul Senn
- 1981: Henri Cartier-Bresson

#### Ausstellung über das Lebenswerk
- 2023: Rosellina – Leben für die Fotografie, Fotostiftung Schweiz, Winterthur, 26. August 2023 – 28. Januar 2024[15]

## Zitate
«Die Notwendigkeit einer Institution, die sich aktiv um die Belange der Photographie kümmert, wurde zuerst von Frau Rosellina Burri-Bischof erkannt, die dann auch die treibende Kraft bei den Gründungsvorbereitungen war.»

«Mit der Eröffnung des Sammlungsneubaus im Kunsthaus Zürich begannen wir im Februar 1976 die regelmässige Ausstellungstätigkeit in der für die Stiftung eingerichteten Photo-Galerie, für die ich verantwortlich war.»

«Es gab wohl keinen Namen wie den von Rosellina Burri-Bischof, der in unserem Land auf gleich liebenswerte wie phantasievolle und folgenreiche Weise mit der Photographie verbunden bleibt.»

## Erste Würdigung des Lebenswerks
37 Jahre nach ihrem Ableben wurden 2023 die herausragenden Leistungen von Rosellina Burri-Bischof zur Vermittlung der Fotografie in der Schweiz von der Stiftung, deren Gründermutter und treibende Kraft sie gewesen war, erstmals gewürdigt. Zusammen mit der Ausstellung «Unseen Colour» ihres ersten Mannes, Werner Bischof gab es eine Sonderschau über sie.